# Camposantói csata
A camposantói csatát az osztrák örökösödési háború idején 1743. február 8-án vívták, melynek során a spanyolok és nápolyi szövetségeseik de Gages tábornok vezetésével megütköztek a Otto Ferdinand von Abensberg und Traun tábornagy vezette osztrák és szárd csapatokkal a Panaro folyónál lévő Camposanto falunál. A harc elején a spanyolok jobban álltak, de később súlyos veszteségeket szenvedtek. Az este beálltával Traun általános visszavonulást rendelt el és de Gages is visszavonult a folyón túlra.

## Előzmények
1743 januárjában De Gages tábornok 13.000 fős hadserege Bologna közelében állomásozott, a Panaro folyótól délre. Traun gróf osztrák és szárd-piemonti 11.000 fős serege a folyótól északra állt, megakadályozva így a spanyolokat a folyón való átkelésben. Traun a manőverezéses védekezést részesítette előnyben és kerülte a nyílt összecsapást. A spanyol hadműveleteket inkább a politikai célok motiválták, mint a stratégiai megfontolások, mivel V. Fülöp és itáliai születésű felesége, Erzsébet királyné elvárták De Gagestől, hogy vagy indítson támadást, vagy nyújtsa be lemondását. Ezért február 3-án éjjel De Gages elhagyta Bolognát és a Panarón átkelve a modenai hercegség területére lépett a döntő összetűzést keresve Traun erőivel.
De Gages szerencséjére Traun marsall kész volt kiállni ellene. Tudatában annak, hogy Bécsben egyre több kritika éri és az ottani ellenfelei fel akarják mentetni a parancsnokság alól továbbá annak, hogy Savoya Spanyolország általi elfoglalása a szárd királyt a Spanyolországgal való kiegyezésre sarkallhatja, a marsall úgy gondolta, hogy egy győzelemmel elcsendesítheti a kritikákat és Ausztria szövetségeseit is eltántoríthatja az ellenséggel való béketárgyalásoktól. Traun összegyűjtötte csapatait és De Gages feltartóztatására indult. A két sereg Camposanto falunál találkozott.

## A csata lefolyása
A csata reggelén De Gages a seregét a falu szélén állította fel a megszokott módon a gyalogságot középen, a lovasságot pedig a szárnyakon felsorakoztatva. Traun is hasonlóképpen állította fel a csapatait, de mivel valamelyest kevesebb katonája volt, némileg eltért a szokásostól. Ahelyett, hogy pontosan a spanyolokkal szemben állította volna fel a seregét, csapatainak vonalát kissé északnyugati irányban húzta el, ami azt jelentette, hogy a gyalogságának közepe közvetlenül szemben állt a de Gages gyalogsága és a tőle jobbra álló lovassága közti réssel. Ez azt is jelentette, hogy Traun ezen a szárnyon számbeli fölénybe került és átkarolva támadhatta a spanyolok jobb szárnyát, ugyanakkor viszont a saját jobb szárnya vált sebezhetőbbé egy spanyol átkaroló hadművelettel szemben. Valószínűleg Traun úgy számolt, hogy a jobbszárnya ellen tud állni addig, míg a balszárnyon döntésre nem viszi a csatát.
De Gages délután négy órakor indított támadást, így csak kevés idő maradt a harccselekményekre a sötétség beálltáig. Kezdetben a spanyolok eredményeket értek el mindkét szárnyon és lovasságuk visszaszorította az osztrák-piemonti lovasságot, melynek során Aspremont gróf halálos sebesülést szerzett és a középen álló osztrák gyalogság így sebezhetőbbé vált. Azonban ahelyett, hogy újrarendezték volna a soraikat egy az ellenséges gyalogságot célzó támadáshoz, a spanyolok az ellenséges lovasság üldözésére összpontosítottak. Traun stabilizálta a bal szárnyát és a gyalogságot rohamra küldte. Időközben Schulenberg gróf újrarendezte a jobbszárnyon lovasságát és ellentámadást intézett a spanyol lovasság ellen. A másik szárnyon az Aspremont helyét átvevő Leutrum tábornok is előretört egységeivel és szétzúzta a spanyolok jobb szárnyát.
Közben azonban már besötétedett és mindkét sereg kénytelen volt visszavonulni a csatatérről. A spanyolok a Panarón át visszavonultak Bolognáig. A füst és a sötétség miatt számos egység eltévesztette az utat. A Guadalaxara ezred az előrenyomuló osztrák-szárd gyalogsági menetoszlopok karjai közé futott. Egy farm falai mögött felvett védelmi állásaikból vívott rövid tűzharc után kénytelenek voltak megadni magukat.
A csata során a spanyoloknak 1755 katonája esett el, 1307 megsebesült és 824 fogságba esett, míg az osztrák-piemonti csapatok vesztesége 397 halott valamint 1153 sebesült illetve hadifogoly volt. Traun marsall alól két lovat is kilőttek a csata alatt.

## Következmények
De Gages visszavonult Bolognáig, de március 26-án innen is kénytelen volt elvonulni egészen Riminiig. Ennek ellenére a csatát Madridban győzelemként könyvelték el és de Gages a győztesnek járó kitüntetésként a Camposanto grófja címet kapta. A csatát követően a franciák támogatásukról és együttműködésükről biztosították a spanyolokat. Traun ezzel a csatával biztosította Mária Terézia számára az észak-itáliai területeket.

## Fordítás
- Ez a szócikk részben vagy egészben  a   Battle of Campo Santo című angol Wikipédia-szócikk ezen változatának fordításán alapul.  Az eredeti cikk szerkesztőit annak laptörténete sorolja fel. Ez a jelzés csupán a megfogalmazás eredetét és a szerzői jogokat jelzi, nem szolgál a cikkben szereplő információk forrásmegjelöléseként.